# (602) Marianna
(602) Marianna es un asteroide perteneciente al cinturón de asteroides descubierto por Joel Hastings Metcalf en 1906. 

## Descubrimiento y denominación
Marianna fue descubierto por Joel Metcalf el 16 de febrero de 1906 desde el observatorio de Taunton, Estados Unidos, e independientemente el 22 de febrero del mismo año por August Kopff desde el observatorio de Heidelberg-Königstuhl, Alemania. Recibió al principio la designación de 1906 TE. Se desconoce la razón del nombre.

## Características orbitales
Marianna está situado a una distancia media del Sol de 3,089 ua, pudiendo acercarse hasta 2,323 ua. Tiene una inclinación orbital de 15,11° y una excentricidad de 0,2478. Emplea 1983 días en completar una órbita alrededor del Sol.

## Características físicas
La magnitud absoluta de Marianna es 8,31. Tiene un diámetro de 124,7 km y un periodo de rotación de 35,2 horas. Su albedo se estima en 0,0539.